# William Cranch Bond
William Cranch Bond (født 9. september 1789 i Portland, Maine, død 29. januar 1859 i Cambridge) var en amerikansk astronom.
Bond var først urmager og forfærdigede 1812 det første kronometer i Amerika, men blev ved den totale solformørkelse 1806 draget til astronomien og fik de første amerikanske observationer af den store komet fra 1811. 1840 blev Bond direktør for det allerede 1815 påtænkte, men først nu oprettede observatorium ved Harvard College. I fællesskab med sin søn George Phillips Bond udførte Bond en række værdifulde, for største delen i Annals of the astronomical Observatory of Harvard College offentliggjorte arbejder som iagttagelse af Neptunmånen Triton, af Mars i dens opposition 1849, af enkelte mærkelige stjerneklynger og stjernetåger, bestemmelse af teleskopiske ækvatorstjerner, udarbejdelse af en dobbeltstjernekatalog, forsøg på at få daguerreotypiske billeder af Månen (1850) og forskellige fiksstjerner som Vega, Castor (1845), Mizar og Alcor (1857), Iagttagelse af Saturnmåner, hvorunder den 7. Hyperion blev fundet 16. september 1848, af Saturns ringsystem, hvorved den indre mørke ring blev opdaget 15. november 1850, af Donatis Komet og så videre. Af Bonds mange opfindelser fortjener hans kronograf at nævnes.